# 南宁地区
南宁地区，广西壮族自治区已撤销的地区。1971年由南宁专区改置。在今广西壮族自治区西南部。辖横县、宾阳、上林、马山、隆安、扶绥、崇左、大新、天等、宁明、龙州11个县。行政公署驻南宁市城北区明秀路。2003年地市合并，撤销南宁地区和崇左县，改设地级崇左市。崇左市管辖江州区、扶绥县、大新县、天等县、宁明县、龙州县以及县级凭祥市，横县、宾阳县、上林县、马山县、隆安县划归南宁市。